# Alberto Trifol
Alberto Trifol, de verdadero nombre Albert Trifol Verdú (Barcelona, 8 de marzo de 1944-Ibidem, 16 de mayo de 2005) fue un actor y director teatral y de doblaje español.

## Biografía
Formado en el Instituto del Teatro de Barcelona junto a José Mediavilla, Trifol debutó en el doblaje en la década de los 60, labor que fue compaginando con papeles en obras teatrales y dramáticos y series para televisión, y posteriormente también en el cine. Fue en el campo del doblaje donde logró mayor reconocimiento, por un lado especializándose en actores secundarios, destacando especialmente en la serie Mazinger-Z en 1978, aunque son destacables asimismo sus doblajes de los protagonistas de Carros de fuego y El hombre elefante. En 1989 fundó el estudio de sincronización Q. T. Lever, con el que dirigió y realizó muchos de los doblajes de cine de animación japonés de la década siguiente. También fue uno de los primeros representantes sindicales del ámbito del doblaje en Barcelona, en la década de los 70.
Como doblador, se convirtió en la voz habitual en Barcelona de tres actores dispares, el estadounidense John Holmes, el británico Jim Broadbent y el francés Jacques Villeret. Trifol falleció en Barcelona a la edad de 61 años, a los pocos meses de expirar el propio Villeret.
Además de como actor, en el cine llevó a cabo otras funciones, como director de extras en Gràcies per la propina (1997)  o doblador de sonidos en Actrius (1997), Carícies (1998) y Anita no pierde el tren (2001).
Sus hijos son los también actores de doblaje Nuria Trifol y Albert Trifol Segarra.